# Пахтазар
Пахтазар (узб. Paxtazor / Пахтазор) — посёлок городского типа, расположенный на территории Мирзачульского района Джизакской области Республики Узбекистан.

Статус посёлка городского типа с 2009 года.